# Colidotea edmondsoni
Colidotea edmondsoni är en kräftdjursart som beskrevs av Miller 1940. Colidotea edmondsoni ingår i släktet Colidotea och familjen tånglöss. Inga underarter finns listade i Catalogue of Life.